# Гідроформілювання
Гідроформілювання, також оксосинтез (англ. oxo process,  hydroformylation]) — отримання альдегідів приєднанням карбон монооксиду та водню до олефінів у присутності кобальтових каталізаторів при високих тисках і температурах (140—180 °C, 10—30 МПа).